# Horní Životice
Horní Životice är en ort i Tjeckien. Den ligger i den östra delen av landet, 230 km öster om huvudstaden Prag. Horní Životice ligger 478 meter över havet och antalet invånare är 321.
Terrängen runt Horní Životice är platt åt sydost, men åt nordväst är den kuperad. Terrängen runt Horní Životice sluttar österut. Runt Horní Životice är det ganska glesbefolkat, med 31 invånare per kvadratkilometer. Närmaste större samhälle är Opava, 19,0 km öster om Horní Životice. Omgivningarna runt Horní Životice är en mosaik av jordbruksmark och naturlig växtlighet.